# Sulfato de alumínio
Sulfato de alumínio é um sal obtido pela reação entre o ácido sulfúrico (H2SO4) e o hidróxido de alumínio (Al(OH)3) ou entre o mesmo ácido e o alumínio metálico (Al).
A forma anidra ocorre naturalmente como um mineral raro, encontrado, por exemplo, em ambientes vulcânicos e na queima de resíduos de mineração de carvão. O sulfato de alumínio é raramente, se alguma vez, encontrado como sal anidro. Ele forma vários hidratos diferentes, dos quais o hexadecahidrato (Al2(SO4)3 • 16H2O) e o octadecahidrato (Al2(SO4)3 • 18H2O) são os mais comuns. O heptadecahidrato, cuja fórmula pode ser escrita como [Al(H2O)6]2(SO4)3 • 5H2O, ocorre naturalmente como o mineral alunogênio.

## Produção

### Em laboratório
Sulfato de alumínio pode ser produzido pela dissolução de hidróxido de alumínio, Al(OH)3, em ácido sulfúrico, H2SO4:
{\displaystyle {\ce {2Al(OH)3(s) + 3H2SO4(aq) -> Al2(SO4)3(s) + 6H2O(l)}}}
Também pode ser obtido aquecendo alumínio metálico em uma solução de ácido sulfúrico:
{\displaystyle {\ce {2Al(s) + 3 H2SO4(aq) -> Al2(SO4)3(aq) + 3 H2(g)}}}

### De xistos aluminosos
Os xistos aluminosos empregados na fabricação de sulfato de alumínio são misturas de pirita de ferro, silicato de alumínio e várias substâncias betuminosas e são encontrados na Alta Baviera, Boêmia, Bélgica e Escócia. Estes são torrados ou expostos à ação atmosférica do ar. No processo de torrefação, o ácido sulfúrico é formado, atuando sobre a argila para formar sulfato de alumínio. A massa é sistematicamente extraída com água, resultando em uma solução de sulfato de alumínio de densidade relativa 1,16.
A solução obtida é deixada em repouso (para que qualquer sulfato de cálcio ou sulfato férrico se separe) e evaporada até que o sulfato ferroso cristalize ao esfriar. Este, então, é retirado e evaporado até atingir uma gravidade específica de 1,40. Depois de repousar, os sedimentos são decantados e, finalmente, tem-se o sulfato de alumínio.

### De argila ou bauxita
Na preparação de sulfato de alumínio a partir de argila ou bauxita, o material é calcinado suavemente, depois misturado com ácido sulfúrico e água e aquecido gradualmente até ferver; se o ácido concentrado for usado, geralmente não é necessário calor externo, pois a formação de sulfato de alumínio é exotérmica. Após repouso, a solução é obtida.

### De criolita
Quando a criolita é usado como minério, é misturada com carbonato de cálcio e aquecida, formando aluminato de sódio. É então extraída com água e precipitada com bicarbonato de sódio ou com a passagem de uma corrente de dióxido de carbono pela solução. O precipitado é então dissolvido em ácido sulfúrico. 

## Usos
É frequentemente utilizado como um agente floculante na purificação da água potável  e nos resíduos de tratamento de água, esgoto e na manufatura de papéis.
É empregado como mordente em tingimento de têxteis. Também é empregado como antitranspirante ainda que, desde 2005, a FDA não o reconhece como absorvente de umidade. Ainda se tem considerado uma relação entre o alumínio e o mal de Alzheimer.